# Die Sturmtruppen
Die Sturmtruppen – So war Papis Wehrmacht/Opas Wehrmacht (Originaltitel: Sturmtruppen) ist eine satirische italienische Antikriegs-Comicstrip-Reihe. Sie wurde gezeichnet von Bonvi (Franco Bonvicini).

## Inhalt
Das Thema der Strips sind fiktive Einheiten der deutschen Wehrmacht, die an Schauplätzen des Zweiten Weltkriegs gegen einen sehr selten in Erscheinung tretenden Gegner kämpfen. Die Geschichten erhalten Anachronismen: So wird gelegentlich der Kaiser erwähnt – ein Hinweis darauf, dass die Serie die Sinnlosigkeit auch bereits des Ersten Weltkriegs veranschaulicht. Vor allem werden Alltagsprobleme wie sexuelle Enthaltsamkeit, Autoritätsverhältnisse, Essensversorgung, täglicher Überlebenskampf sowie Sinn und Zweck des Krieges thematisiert. Die Reihe karikiert die Absurdität der Bürokratie – vergleichbar mit Joseph Hellers Catch-22 oder Robert Altmans M*A*S*H. Bonvi lässt die Soldaten ein „verdeutschtes“ Italienisch sprechen, indem er jedem zweiten Wort die Endung „en“ anhängt und die weiche Sprache mit vielen harten Konsonanten anreichert (z. B. K statt Q, F statt V).
Die Comicreihe war lange Zeit auch auf Deutsch erhältlich.

## Wiederkehrende Charaktere
- Schussolini (im Original  Il fiero alleaten Galeazzo Musolesi, wörtlich „Der stolze Verbündete Galeazzo Musolesi“) ist ein italienischer Verbündeter, der oft mit der Mafia in Zusammenhang gebracht wird und alles für Geld tut, sei es dem Hauptmann Heroin zu verkaufen oder Poker mit dem Tod zu spielen. Er ist hinterlistig, rachsüchtig und geldorientiert.
- Der kühne Verbündete ist ein japanischer Kamikazepilot, der erst in späteren Comics auftritt. Bekannt ist er für seine Wutausbrüche.
- Der Feldwebel Hans ist sadistisch, bösartig, aber auch sehr blöd. Er liebt es demnach, Soldaten zu quälen, zum Beispiel mit dem Befehl, mitten im Feuergefecht strammzustehen. Im Gegenzug lässt er sich allzu leicht hinters Licht führen, vor allem von Schussolini. Im Comic wird er mit den Abzeichen eines Obergefreiten dargestellt.
- Der Koch wird von allen gleichermaßen gehasst für das schlechte Essen, das er zubereitet. Er selbst ist sehr ruhig und nimmt die Beleidigungen gelassen hin, die ihm entgegenkommen.
- Die Veteranen; seltener treten in den Comics zwei Veteranen auf, die als einzige in der Lage sind, dem Feldwebel heimzuzahlen, was er den normalen Soldaten antut.
- Der Hauptmann ist ängstlich, durchtrieben und wie der Feldwebel leicht hinters Licht zu führen. Er versucht alles, um mutig zu wirken. Dies versucht er vor allem damit, Männer in aussichtslose Kämpfe zu schicken.
- Der Oberleutnant wird als ein sehr junger Mann dargestellt, der keinerlei Erfahrung im Krieg hat und starke infantile Züge zeigt; so bittet er beispielsweise den Feldwebel darum, das dieser ihm während der Dunkelheit die Hand hält, da er sonst Angst bekommt.

## Veröffentlichungsgeschichte
Die ersten Comics wurden 1968 im Vier-Bilder-Format veröffentlicht. Sie erschienen vor allem in farbigen Sammelalben und in schwarz-weißen Taschenbüchern.
Eine deutsche Fassung erschien beim ConPart Verlag. Die früheren deutschen Comicausgaben trugen den Untertitel So war Papis Wehrmacht, auf den neueren steht Opas Wehrmacht. Die Produktion der Comics wurde Ende 2006 mit dem zweiten Sonderband Die Sturmtruppen sagen: Bye Bye eingestellt.
Es gibt zwei Verfilmungen, Sturmtruppen von 1976 und Sturmtruppen II von 1982, die unter der Regie von Salvatore Samperi entstanden. Im Jahr 1992 erschien eine Computerspieladaption für den Amiga 500.